# Fays-les-Veneurs
Fays-les-Veneurs (en wallon Fayi-les-Veneus) est une section et un village de la commune belge de Paliseul située en Région wallonne dans la province de Luxembourg.
C'était une commune à part entière avant la fusion des communes de 1977.

## Étymologie
Hêtraie (wallon fayi : hêtre) des chasseurs (latin venari : chasser). Lieu de chasse des rois d'Austrasie.

## Évolution démographique
- Source: DGS, 1831 à 1970=recensements population, 1976= habitants au 31 décembre

## Histoire
Commune du département des Forêts sous le régime français.
En 1823, Fays-les-Veneurs fusionne avec Nollevaux et Plainevaux, qui lui seront enlevés le 1er juillet 1893 pour former la nouvelle commune de Nollevaux.

## Patrimoine et culture

### Patrimoine architectural
- Eglise Saint-Remi. Edifice néo-gothique en grès et calcaire sous toiture d'ardoises.  Millésimé 1930 au dessus du portail. Architecte : Albert Miest.

### Culture

#### Légende
Ce serait à Fays, et non à Tenneville, que saint Hubert, patron des chasseurs, aurait vu la croix de lumière entre les bois du cerf qu'il poursuivait.